# Mailand–Sanremo 1975
Mailand–Sanremo 1975 war die 66. Austragung von Mailand–Sanremo, einem eintägigen Radrennen. Es wurde am 19. März 1975 über eine Distanz von 288 km ausgetragen.
Das Rennen wurde von Eddy Merckx vor Francesco Moser und Guy Sibille gewonnen.

## Teilnehmende Mannschaften
| Profi-Radsportteams (19)- Molteni-RYC - Filotex - Peugeot-BP-Michelin - Furzi-F.T. - Magniflex - Carpenter-Confortluxe-Flandria - Maes Pils-Watney - Brooklyn - Rokado - Alsaver-Jeunet-de Gribaldy - Gitane-Campagnolo - Bianchi-Campagnolo - Gan-Mercier-Hutchinson - Kas-Kaskol - Jollj Ceramica - IJsboerke-Colner - Frisol-G.B.C. - Zonca-Santini - Scic |
| |

## Ergebnis
| Rang | Fahrer                   | Team                           | Zeit       |
| ---- | ------------------------ | ------------------------------ | ---------- |
| 1    | Eddy Merckx              | Molenti-RYC                    | 7h 40' 26" |
| 2    | Francesco Moser          | Filotex                        | gl. Zeit   |
| 3    | Guy Sibille              | Peugeot–BP–Michelin            | gl. Zeit   |
| 4    | Tino Conti               | Furzi-F.T.                     | gl. Zeit   |
| 5    | Joseph Bruyère           | Molenti-RYC                    | gl. Zeit   |
| 6    | Jean-Pierre Danguillaume | Peugeot–BP–Michelin            | gl. Zeit   |
| 7    | Marino Basso             | Magniflex                      | + 6"       |
| 8    | Italo Zilioli            | Magniflex                      | gl. Zeit   |
| 9    | Freddy Maertens          | Carpenter–Confortluxe–Flandria | gl. Zeit   |
| 10   | Walter Planckaert        | Maes Pils–Watney               | gl. Zeit   |